# Prix Europa
PRIX EUROPA – European Broadcasting Festival – er Europas største[kilde mangler] årlige festival og konkurrence for TV, Radio og Onlineproduktioner.
PRIX EUROPA uddeler hvert år de bedste europæiske tv-, radio- og onlineproduktioner med det formål at udgive dem i hele Europa og støtte deres kontinentale distribution og brug. 
Den tyske tv-station Rundfunk Berlin-Brandenburg (RBB) er vært for festivalen.

## Historie
Festivalen blev oprettet af Europarådet og Den Europæiske Kulturfond i 1987 og har nu opbakning fra 30 partnere – herunder institutioner som Europa-Parlamentet, European Broadcasting Union (EBU), European Alliance for Television and Culture, Land Berlin, Land Brandenburg, Rundfunk Berlin-Brandenburg (RBB), Medienanstalt Berlin-Brandenburg, Medienboard Berlin -Brandenburg og følgende europæiske tv-selskaber:
ARTE, BBC Radio, Danish Broadcasting Company, Dutch Public Service Broadcaster, France Télévisions, Magyar Televízió, Norsk rikskringkasting, Österreichischer Rundfunk, Radio Télévision Belge Francophone, Raidió Teilifís Éireann, Radio Russia, SRG Radio SSR, Sveriges Television SSR, Sveriges Television SSR, Sveriges Television SSR , Company, Telewizja Polska SA, Vlaamse Radio- en Televisieomroeporganisatie, Yleisradio, Zweites Deutsches Fernsehen, Česká televize, Deutschlandradio

## Priser
Hver af vinderne af tv-kategorierne, radiokategorierne og årets bedste europæiske onlineprojekt tildeles PRIX EUROPA-trofæet. 
- PRIX EUROPA – Årets bedste europæiske tv-dokumentar
- PRIX EUROPA – Årets bedste europæiske tv-film eller miniserie
- PRIX EUROPA – Årets bedste europæiske tv-fiktionsserie eller serie
- PRIX EUROPA – Årets bedste europæiske tv-aktualitetsprogram
- PRIX EUROPA IRIS – Årets bedste europæiske tv-program
- PRIX GENEVE – Årets mest innovative tv-fiktionmanuskript af en nytilkommen
- PRIX EUROPA – Årets bedste europæiske radiodokumentar
- PRIX EUROPA – Årets bedste europæiske radioundersøgelse
- PRIX EUROPA – Årets bedste europæiske radiofiktion
- PRIX EUROPA – Årets bedste europæiske radiofiktionsserie eller serie
- PRIX EUROPA – Årets bedste europæiske radiomusikprogram
- PRIX EUROPA – Årets bedste europæiske digitale lyd
- PRIX EUROPA – Årets bedste europæiske onlineprojekt
- PRIX EUROPA – Online Community Award

1. ↑  La Cabeza del Minotauro by Anthon Hoornweg

- PRIX EUROPA, hentet 2016-11-21
- PRIX-EUORPA Awards Archive, hentet 2023-06-05
- PRIX EUROPA Regulations Arkiveret 15. marts 2018 hos  Wayback Machine, hentet 2016-06-20
- PRIX EUROPA Submissions Arkiveret 7. april 2018 hos  Wayback Machine, hentet 2016-06-20